# Sant Sadurní de Montmajor
L'església de Sant Sadurní de Montmajor és l'església principal del nucli de Montmajor, al Berguedà. Està catalogada com a patrimoni des del 1982. No està protegida i està en un bon estat de conservació. L'església va ser construïda el 1922 i substituïa l'antiga església de Sant Sadurní del Castell de Montmajor. Els germans Casimir i Esteve Sala Codinet en són les arquitectes que van optar per un estil historicista i eclecticista.

## Ubicació
L'església de Sant Sadurní de Montmajor està situada a la carretera de Montmajor al Pujol de Planès, a la part alta del nucli capital del municipi berguedà.

## Descripció i estil
Sant Sadurní de Montmajor té una sola nau i capelles laterals. El seu presbiteri està situat a la banda septentrional i forma un absis poligonal amb les capelles. La façana està situada a migdia i té una porta d'arc apuntat i una rosassa amb quatre lòbuls. Té un campanar amb la forma d'una torre amb la planta quadrada adossada a la banda occidental i a l'est de l'església hi ha la rectoria. Una volta d'aresta cobreix la nau interior.
Dins l'església hi ha els retaules barrocs de Sant Esteve del Pujol de Planès (el major de Sant Esteve i el lateral del Roser), la imatge de la Dolorosa que estava al retaule major de l'antiga església del Sant Sadurní del Castell de Montmajor i una imatge de Sant Llop de la mateixa església.
És una església eclèctica que té uns mòduls neogòtics medievalistes.

## Història
El 1907 el rector Climent Camp va sol·licitar al Bisbat de Solsona poder viure fora de la rectoria de Sant Sadurní del Castell de Montmajor perquè estava en molt mal estat de conservació i va demanar construir una nova rectoria. Això, juntament amb el fet que els veïns del nou nucli de Montmajor situat a la zona dels Plans volien disposar d'un temple més proper, va fer que es demanés de fer una església nova. El 1911 la nova rectoria ja estava construïda al peu de la costa i s'hi va començar a construir el nou temple seguint el projecte dels arquitectes Casimir i Esteve Sala i Codinet aprofitant les pedres de l'antiga església del castell. El 17 de setembre de 1922 el bisbe de Solsona Valentí Comellas va inaugurar la nova església. El campanar, que es va començar a construir posteriorment, es va culminar el 1950. També s'hi va traslladar el cementiri de la parròquia. Entre el 1911 i el 1922 es van celebrar misses en una sala de la rectoria que servia com a oratori. El pressupost de la nova església fou de 10.000 pessetes.